# Tuanchengshan (sockenhuvudort i Kina, Hubei Sheng, lat 30,20, long 115,03)
Tuanchengshan (kinesiska: Tuanchengshan Jiedao, 团城山街道) är en sockenhuvudort i Kina. Den ligger i provinsen Hubei, i den centrala delen av landet, omkring 83 kilometer sydost om provinshuvudstaden Wuhan. Antalet invånare är 65 689. Befolkningen består av 30 735 kvinnor och 34 954 män. Barn under 15 år utgör 9,0 %, vuxna 15-64 år 85 %, och äldre över 65 år 4,0 %.
Runt Tuanchengshan är det tätbefolkat, med 397 invånare per kvadratkilometer. Närmaste större samhälle är Huangshi, 5,3 km norr om Tuanchengshan. Trakten runt Tuanchengshan består till största delen av jordbruksmark.
Genomsnittlig årsnederbörd är 1 963 millimeter. Den regnigaste månaden är maj, med i genomsnitt 276 mm nederbörd, och den torraste är januari, med 55 mm nederbörd.